# Rathaus (Butschatsch)

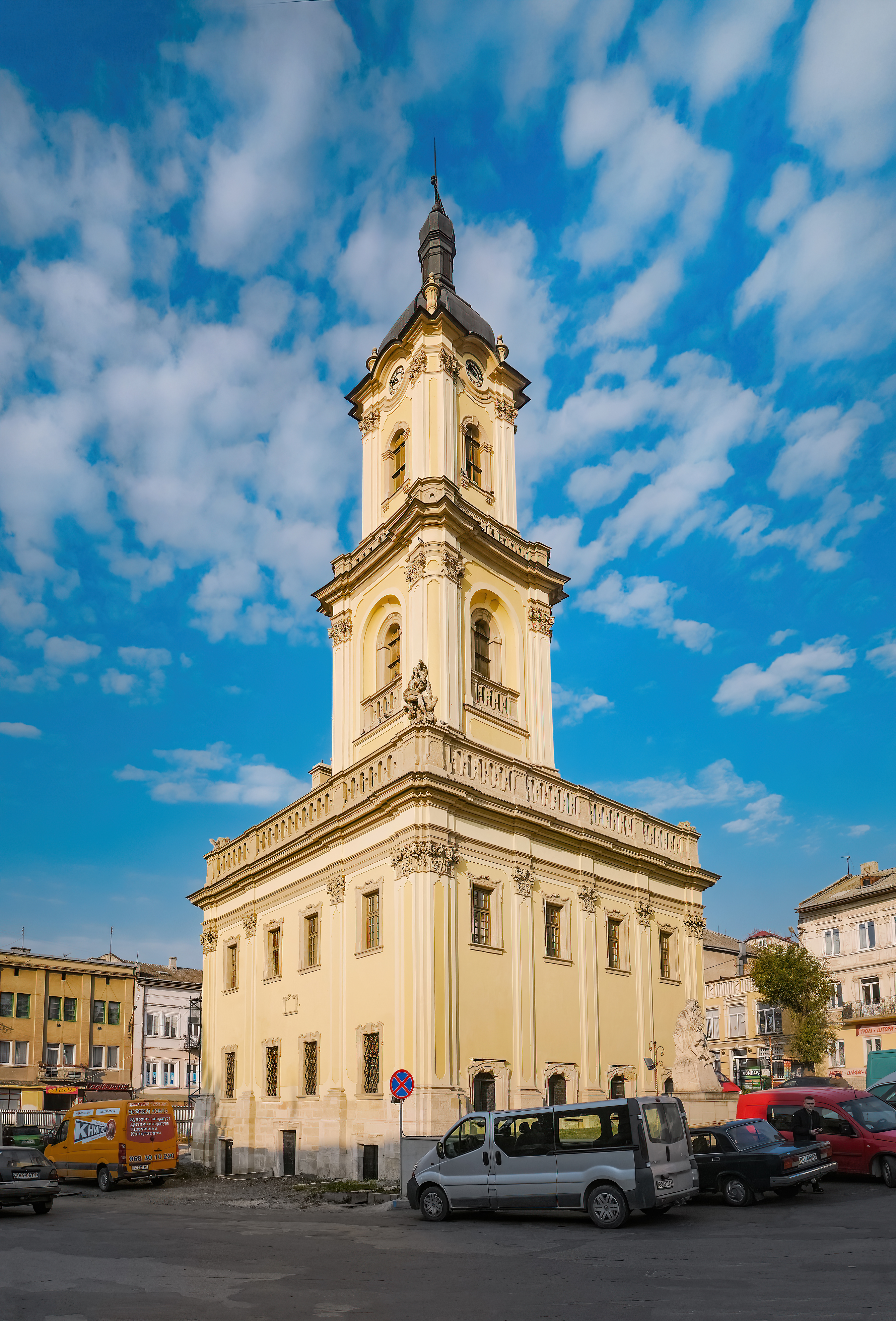
Vorderseite des Rathauses

Das Rathaus von Butschatsch wurde vermutlich zwischen 1743 und 1758 erbaut und befindet sich in der Stadtmitte von Butschatsch im Westen der Ukraine.
Das Rathaus wurde nach dem Entwurf des Architekten Bernhard Meretyn errichtet. Die Skulpturen sind Werk des Butschatscher Bildhauers Johann Georg Pinsel. Das Rathaus wurde auf Kosten des Besitzers der Stadt, dem Kaniwer Starost Nikolaus Basilius Potocki errichtet. Bereits 1811 brannte ein hölzerner Turm des Rathauses nieder. Am 29. Juli 1865 wurde das Rathaus durch ein Feuer in Mitleidenschaft gezogen und nach dem Brand auf Kosten von Graf Potocki wiederhergestellt. Zwischen 1982 und 1992 wurde das Rathaus vom Rajon Butschatsch als Heimatmuseum genutzt. Die Hauptfassade des Rathauses steht nach Westen.